# Reino de Angoio
Reino de Angoio (Ngoyo), também referido como Angoi e Nagoio, foi um reino dos bantos uoios formado no século XV na margem esquerda do rio Congo, no interior do território da atual Cabinda e República Democrática do Congo. Era dependente do Reino do Congo, sendo importante centro de comércio, sobretudo de pau-tucula e escravos. Este último foi a grande economia do reino por séculos. A capital era Mabanza Angoio. 
Em 1783 o reino uniu forças com o vizinho Reino de Cacongo para destruir um forte português na região, tentativa esta que foi frustrada. A partir desta época o reino começou a se fragmentar devido ao fardo financeiro, chegando até 1830 com a divisão quase total do estado, quando os chefes não conseguiram eleger um novo rei. Em 1885 o reino assinou com Portugal o Tratado de Simulambuco, passando a ser um protetorado deste mesmo. 